# Parkia biglobosa
Parkia biglobosa (Jacq.) R. Br. ex G. Don (Syn. Parkia clappertoniana Keay) ist eine Pflanzenart aus der Gattung Parkia innerhalb der Familie der Hülsenfrüchtler (Fabaceae). Ihre natürliche Verbreitung reicht vom Senegal bis zum Sudan und wird dort Néré genannt. 

## Beschreibung

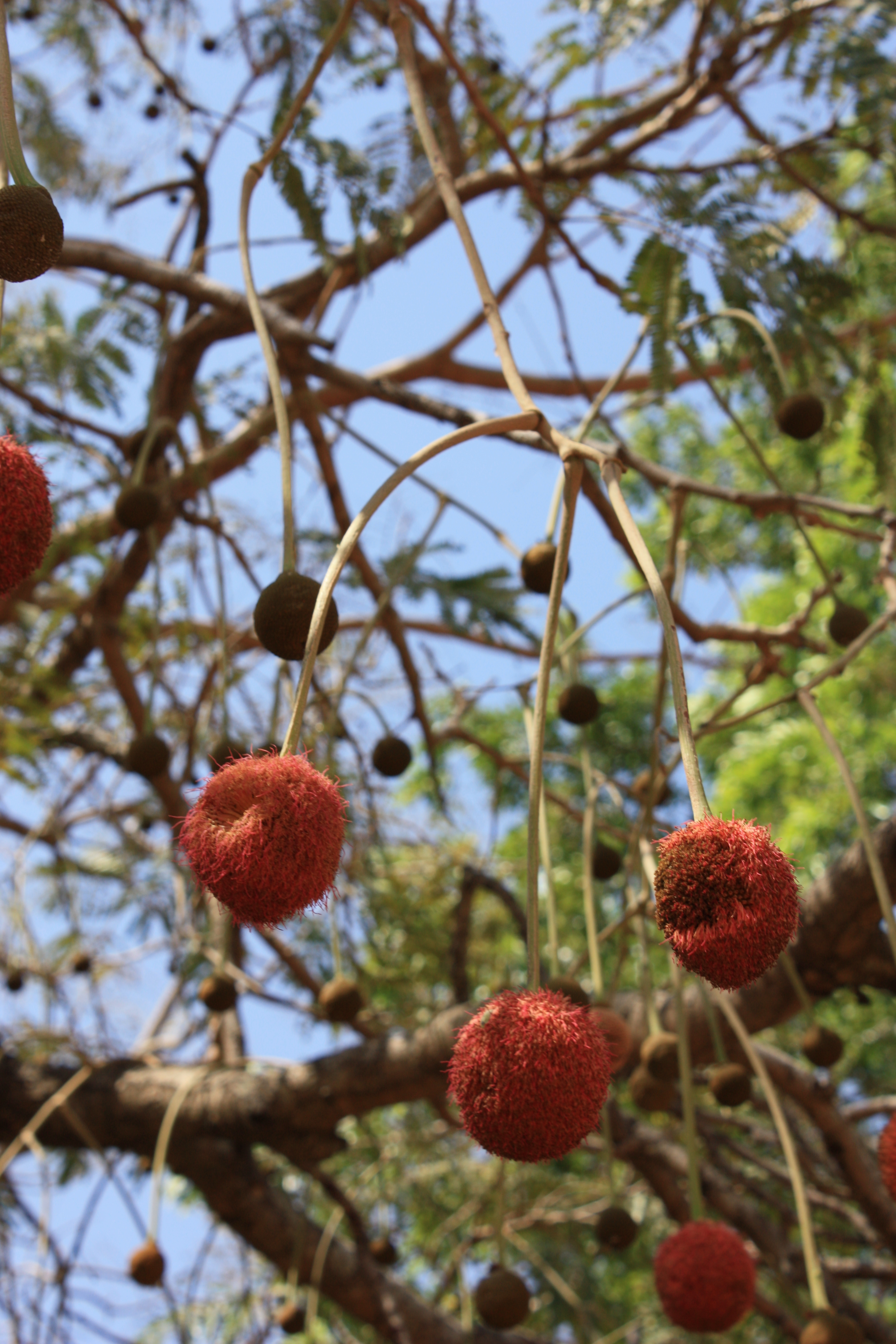
Blütenstände

Parkia biglobosa wächst als laubabwerfender Baum mit ausladender Krone und erreicht Wuchshöhen von bis zu 20–30 Metern. Der Stammdurchmesser kann bis 130 Zentimeter erreichen. Die Besonderheit dieses Baumes liegt darin, dass er auch in der Trockenzeit seine Blätter nicht verliert. Er bildet häufig eine Pfahlwurzel mit weitreichenden Seitenwurzeln aus. Dadurch verbessert er das Mikroklima der Bäume untereinander. Häufig ist der Baum daher mit dem Karitébaum vergesellschaftet.
Die wechselständigen, gestielten Laubblätter sind doppelt gefiedert, mit sehr vielen kleinen, sitzenden Blättchen. Die Rhachis hat eine abfallende Spitze. Die Nebenblätter fehlen.
An lang herabhängenden Blütenstandsschäften, in runden, etwa 5–6,5 Zentimeter großen, leuchtend roten, vielblütigen Köpfchen stehen die zwittrigen, männlichen, nektarproduzierenden und zuunterst die sterilen, fünfzähligen Blüten mit doppelter, röhriger Blütenhülle zusammen. Die zwittrigen Blüten an der Spitze enthalten 10 lange Staubblätter und einen oberständigen Fruchtknoten mit langem Griffel. Die kleineren männlichen Blüten haben kürzere Staubblätter, die sterilen haben verkümmerte Staubblätter. Sie werden von Fledertieren bestäubt. 
Dementsprechend hängen auch die bis zu 20–40 Zentimeter langen, 1,5–2,5 Zentimeter breiten, vielsamigen, glatten und kahlen, flachen, braunen Hülsenfrüchte zu mehreren an den Köpfchen. Die Samen mit Pleurogram sind glatt, hart und glänzend, dunkelbraun, sowie etwa 1–1,5 Zentimeter groß.

## Vorkommen
Parkia biglobosa gedeiht in den sudanischen Savannen. Seine natürliche Verbreitung reicht vom Senegal bis zum Sudan. Darüber hinaus wurde er auch nach Westindien eingeführt.

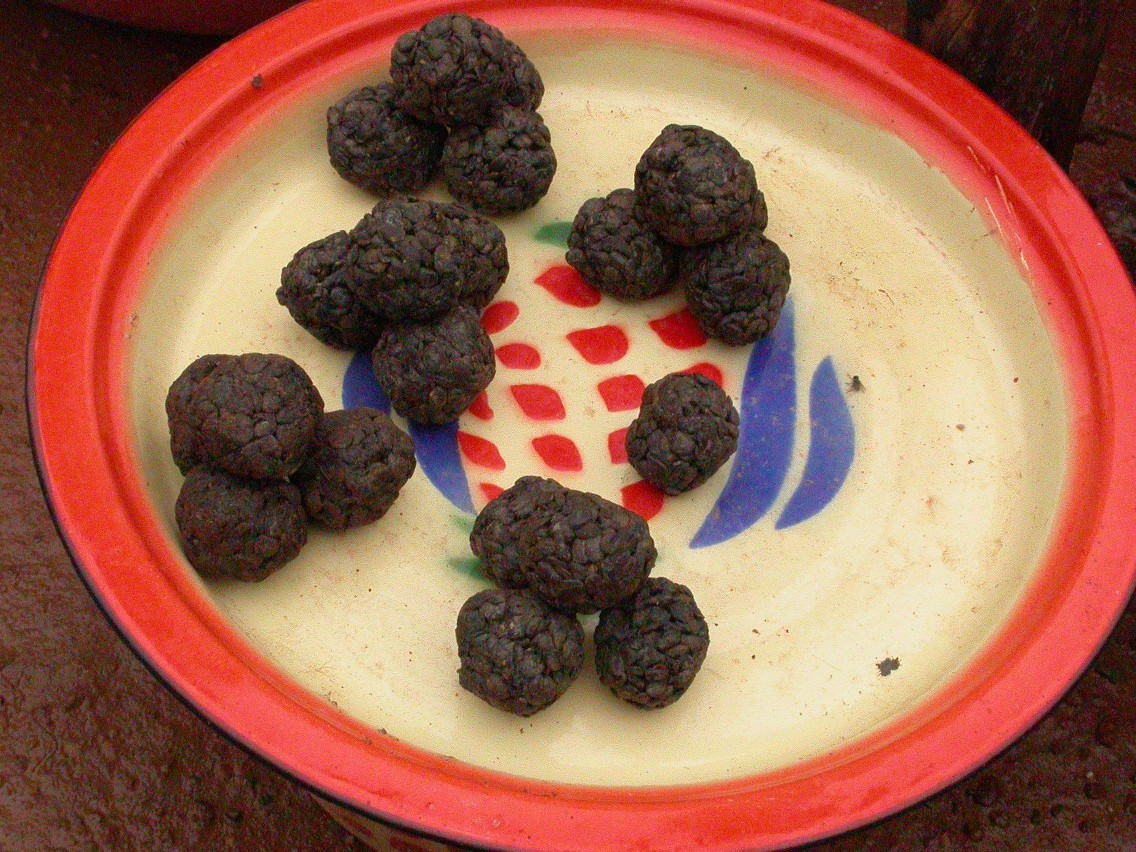
Soumbala, verkauft auf einem Markt in Léo, Burkina Faso

## Nutzung
Die an Proteinen und Mineralien reichen Fruchtsamen werden fermentiert und als Gewürz (Soumbala) für Suppen und  Saucen genutzt. Der aus dem gelben, mehligen und sehr zuckerhaltigen Fruchtfleisch gewonnene Saft dient für Getränke und auch zur Imprägnierung von Lehmputz gegen Feuchtigkeit und Regen. Daher ist der Néré ein bedeutender Nutzbaum; er wird oft bei der Rodung für neue Felder ausgespart und so ein typisches Element der sudanischen Kulturbaumparks.
Die Verarbeitung von Néré-Samen kann einen profitablen kleinbetrieblichen Erwerb ermöglichen. Allerdings ist oft der Zugang zu Schälmaschinen ein Engpassfaktor, so etwa in Mali. Bei der Nachfrage nach Soumbala ist zu berücksichtigen, dass billigere Substitute die nährstoffreichen Néré-basierten Soumbala zunehmend verdrängen: beispielsweise sojabohnenbasierte Gewürzsaucen oder industriell hergestellte Brühwürfel.
Unter den Néré werden aufgrund dessen Schattenwirkung Sonderkulturen gezogen. Okra, Erderbsen und Erdnüsse werden unter dem Baum in Beeten angebaut.
Auch die gelbe, mehlige Fruchtpulpe kann gegessen werden.